# Санта-Паула
Санта-Паула (англ. Santa Paula) — місто (англ. city) в США, в окрузі Вентура штату Каліфорнія. Населення — 30 657 осіб (2020).

## Географія
Санта-Паула розташована за координатами 34°21′9″ пн. ш. 119°4′7″ зх. д. / 34.35250° пн. ш. 119.06861° зх. д. (34.352456, -119.068684).  За даними Бюро перепису населення США в 2010 році місто мало площу 12,19 км², з яких 11,89 км² — суходіл та 0,29 км² — водойми.

## Демографія

### Перепис 2010
Згідно з переписом 2010 року, у місті мешкала 29 321 особа в 8347 домогосподарствах у складі 6684 родин. Густота населення становила 2406 осіб/км².  Було 8749 помешкань (718/км²).
Расовий склад населення:
| - 63,0 % — білих - 1,6 % — корінних американців - 0,7 % — азіатів - 0,5 % — чорних або афроамериканців - 0,1 % — вихідців з тихоокеанських островів - 30,4 % — осіб інших рас |

До двох чи більше рас належало 3,7 %. Частка іспаномовних становила 79,5 % від усіх жителів.
За віковим діапазоном населення розподілялося таким чином: 29,7 % — особи молодші 18 років, 59,7 % — особи у віці 18—64 років, 10,6 % — особи у віці 65 років та старші. Медіана віку мешканця становила 31,1 року. На 100 осіб жіночої статі у місті припадало 101,9 чоловіків;  на 100 жінок у віці від 18 років та старших — 101,5 чоловіків також старших 18 років.
Середній дохід на одне домашнє господарство  становив 67 363 долари США (медіана — 52 824), а середній дохід на одну сім'ю — 71 095 доларів (медіана — 58 698). Медіана доходів становила 37 027 доларів для чоловіків та 31 172 долари для жінок. За межею бідності перебувало 18,0 % осіб, у тому числі 25,5 % дітей у віці до 18 років та 13,1 % осіб у віці 65 років та старших.
Цивільне працевлаштоване населення становило 13 187 осіб. Основні галузі зайнятості: освіта, охорона здоров'я та соціальна допомога — 18,4 %, сільське господарство, лісництво, риболовля — 16,0 %, виробництво — 9,6 %, роздрібна торгівля — 9,2 %.

### Перепис 2000
За даними перепису 2000 року,
на території муніципалітету мешкало 28598 людей, було 8137 садиб та 6435 сімей.
Густота населення становила осіб/км². Було 8341 житлових будинків.
З 8137 садиб у 44,1% проживали діти до 18 років, подружніх пар, що мешкали разом, було 59,1%,
садиб, у яких господиня не мала чоловіка — 13,4%, садиб без сім'ї — 20,9%.
Власники 17,2% садиб мали вік, що перевищував 65 років, а в 9,4% садиб принаймні одна людина була старшою за 65 років.
Кількість людей у середньому на садибу становила 3,49, а в середньому на родину 3,86.
Середній річний дохід на садибу становив 41 651 доларів США, а на родину — 45 419 доларів США.
Чоловіки мали дохід 32 165 доларів, жінки — 25 818 доларів.
Дохід на душу населення був 15 736 доларів.
Приблизно 12,2% родин та 14,7% населення жили за межею бідності.
Серед них осіб до 18 років було 18,4%, і понад 65 років — 9,1%.
Середній вік населення становив 30 років.